# 白雪 (御料馬)

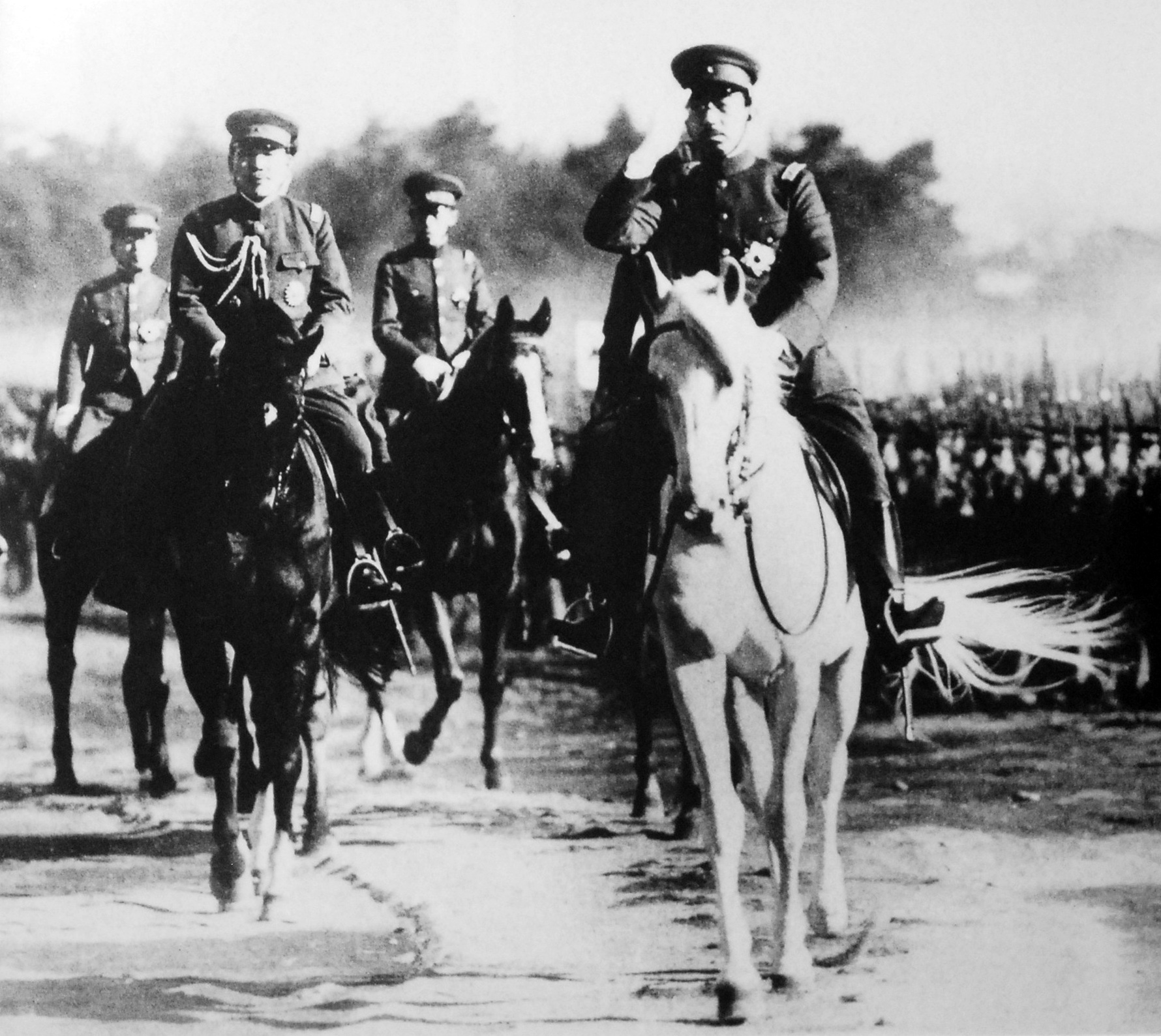
陸軍始観兵式で白雪に跨り閲兵を行なう昭和天皇。

白雪（しらゆき、1921年 - 1947年10月25日）は、昭和天皇の愛馬。

## 概要
白雪は1921年にハンガリーの国立バーボルナ牧場で誕生したアラブ種の白馬で、佐藤達次郎男爵が遊佐幸平に依頼して購入した。
訓練の結果天皇の御料馬にふさわしい名馬に仕上がったとして、佐藤は宮内省に献上を働きかけた。当初宮内省側は白馬では敵の目につくなどの理由をつけて辞退しようとし、また民間への払い下げを視野にしてか買取の形を取ろうとしたが、佐藤は「あそこに陛下がいると分かれば、全軍の士気は百倍する」と押し通して1926年に白雪を献上した。
白雪は牽馬で会場に向かうまでは手綱を噛むなどして手こずらせることもあったが、天皇が騎乗すれば馬にとっては困難な長時間の静止もこなし、御料馬としての務めを果たした。
1942年に引退するまでの間に昭和天皇による白雪への騎乗は344回確認されている。戦前に、写真を通じて人々に印象づけられた昭和天皇の姿は、軍服姿でこの白馬・白雪にまたがるものであった。昭和天皇が白雪に乗る写真は1940年6月にアメリカの雑誌『ライフ』の表紙を飾った。
引退後、白雪は宮内庁下総御料牧場で余生を過ごし、1947年10月25日に息を引き取った。享年27。

## エピソード
第二次世界大戦中、アメリカ海軍の司令官ハルゼーは"天皇の白馬"に乗ると発言しており、1945年6月4日の『ライフ』では「ハルゼー提督に馬を贈ろう！」というタイトルで昭和天皇を乗せた白雪の写真が掲載された戦時国債の購入を呼びかける広告が掲載されている。
また、ディック・ライアンという中尉も、ロデオ興行のため白雪を譲るよう申し出てきた。当然日本側は難色を示したが、馬事公苑にいた初霜というアラブ種の馬を、御料牧場にいた経歴から「天皇の馬」と解釈したライアンに白雪の替え玉として売り渡した。初霜はアメリカに渡り、「エンペラー・ヒロヒトの白馬」としてライアンの興行に用いられ、何人かの手に渡った後、1948年にインディアナ州フォートウェインでその生涯を閉じた。